# Bhairon Singh Shekhawat

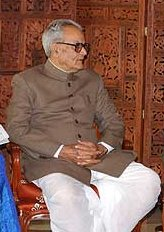
Bhairon Singh Shekhawat

Bhairon Singh Shekhawat (alt. Bharion Singh Shekhawat), född 23 oktober 1923 i Khachriawas, Sikardistriktet, nuvarande Rajasthan, död 15 maj 2010 i Jaipur, Rajasthan, var en indisk politiker som var  Indiens vicepresident från augusti 2002 till juli 2007. Han valdes av elektorskollegiet för en femårig mandatperiod, och ersatte Krishan Kant, som avlidit. Shekhawat var vid valet till vicepresident den kandidat som fördes fram av National Democratic Alliance, och han besegrade då Sushil Kumar Shinde (INC). 
Shekhawat har tidigare som BJP-politiker varit chefsminister (Chief Minister) i hemstaten Rajasthan under tre perioder: 1977 - 1980, 1990 - 1992 och 1993 - 1998. Shekhawat avled den 15 maj 2010, efter en tids sjukdom. 